# Május 7.
Május 7. az év 127. (szökőévben 128.) napja a Gergely-naptár szerint. Az évből még 238 nap van hátra.
Névnapok: Gizella + Bendegúz, Dalma, Domicián, Domitilla, Germán, Giza, Késa, Napóleon, Szaniszló

## Események

### Politikai események
- 1697 – A stockholmi Tre Kronor palota porrá ég.
- 1648 – A Zsovtyi Vodi csatában a Bohdan Hmelnickij vezette zaporozsjei kozákok megsemmisítik a lengyel seregeket.
- 1794 – Tadeusz Kościuszko kiadja a jobbágyvédő połanieci univerzálét, a Kościuszko-felkelés alapvető jogszabályát.
- 1918 – A bukaresti békeszerződés: Románia különbékét köt a központi hatalmakkal (Németországgal és az Osztrák–Magyar Monarchiával). Románia gazdasága német–osztrák–magyar ellenőrzés alá kerül, hadseregét le kell(ene) szerelnie, Dobrudzsát elveszti, de megtartja a Szovjet-Oroszországtól megszerzett Besszarábiát.
- 1946 – A négy nagyhatalom párizsi külügyminiszteri értekezlete kimondja Magyarország 1938–as határainak visszaállítását.
- 1954 – Az észak-vietnámi Điện Biên Phủ kapitulációjával véget ért Indokínában a franciák gyarmati uralma.

### Tudományos és gazdasági események
- 1911 – Hamburgban megnyílik a Régi Elba-alagút.
- 1950 – Megnyitják a Ferihegyi Nemzetközi Repülőteret.
- 1952 – Geoffrey W.A. Dummer elsőként publikálja a modern számítógépek alapját jelentő integrált áramkörök koncepcióját.
- 1992 – Első útjára indul az Endeavour űrrepülőgép.

### Kulturális események
- 2015 – A magyar nyelvű Wikipédia szócikkeinek száma eléri és meghaladja a 300 000-et.

#### Zenei események
- 1824 – Beethoven 9. szimfóniájának ősbemutatója a bécsi Kärtnertor színházban.

### Sportesemények
Formula–1
- 1967 –  monacói nagydíj, Monte Carlo - Győztes: Denny Hulme  (Brabham Repco)
- 1978 –  monacói nagydíj, Monte Carlo - Győztes: Patrick Depailler  (Tyrrell Ford)
- 1989 –  monacói nagydíj, Monte Carlo - Győztes: Ayrton Senna  (McLaren Honda)
- 2000 –  spanyol nagydíj, Barcelona - Győztes: Mika Häkkinen  (McLaren Mercedes)
- 2006 –  európai nagydíj, Nürburgring - Győztes: Michael Schumacher  (Ferrari)

## Születések
- 1530  – I. Louis de Bourbon-Condé a Condé-ház alapítója, a hugenotta tábor vezetője a francia vallásháborúkban († 1569)
- 1748 – Olympe de Gouges  (születési neve: Marie Gouze) francia irodalmárnő, drámaíró, női jogharcos, a Francia forradalom alatt politikus és polémista, akit kivégeztek († 1793)
- 1762 – Józef Antoni Poniatowski, lengyel herceg, francia marsall († 1813)
- 1776 – Berzsenyi Dániel magyar költő († 1836)
- 1777 – Schuster János magyar orvosdoktor, egyetemi tanár, a Magyar Tudományos Akadémia rendes tagja († 1838)
- 1812 – Robert Browning angol költő († 1889)
- 1827 – Vajda János magyar költő († 1897)
- 1832 – Carl Gottfried Neumann német matematikus, a matematikai fizika nagy hatású úttörő egyénisége († 1925)
- 1833 – Johannes Brahms német zeneszerző († 1897)
- 1840 – Pjotr Iljics Csajkovszkij orosz zeneszerző († 1893)
- 1844 – Deininger Imre mezőgazdász († 1918)
- 1861 – Rabindranáth Tagore Nobel-díjas indiai költő, író († 1941)
- 1867 – Władysław Reymont (er. Rejment) lengyel regényíró († 1925)
- 1871 – Károlyi Gyula politikus, 1931–1932-ig magyar miniszterelnök († 1947)
- 1878 – Erdős Renée magyar írónő, költőnő († 1956)
- 1889 – Vasváry Lajos magyar géplakatos, mozdonyszerelő, országgyűlési képviselő († 1962)
- 1892 – Josip Broz Tito horvát származású politikus, kommunista partizánvezér, a szocialista Jugoszlávia elnöke († 1980)
- 1896 – Fjodor Markelovics Csesznokov erza író, drámaíró († 1938)
- 1901 – Gary Cooper kétszeres Oscar-díjas amerikai színész († 1961)
- 1907 – Szabédi László (sz. Székely László), romániai magyar költő, irodalomtörténész († 1957)
- 1914 – Bud Rose (Harry Eisele) amerikai autóversenyző († 1991)
- 1916 – Földes Péter József Attila-díjas magyar író († 2005)
- 1919 – Eva Duarte de Peron (Evita Peron) argentin politikai személyiség, Argentína first lady-je, alelnöke († 1952)
- 1927 – Elisabeth Söderström svéd opera-énekesnő (szoprán) († 2009)
- 1932 – Szemes Mari Jászai- és Kossuth-díjas magyar színésznő († 1988)
- 1933 – Sugár András magyar író, újságíró a Magyar Televízió első utazó tudósítója († 2021)
- 1940 – Kocsis István magyar író
- 1944 – Kovács István Jászai Mari-díjas magyar színész
- 1949 – Pintér Sándor a Magyar Rádió bemondója, műsorvezető († 2023)
- 1953 – Endrei Judit magyar televíziós bemondó, szerkesztő, műsorvezető
- 1953 – Hegedűs D. Géza Kossuth-díjas magyar színész, kiváló művész, a Nemzet Színésze
- 1957 – Kováts Kriszta Jászai Mari-díjas magyar színésznő
- 1959 – Ujj Zsuzsi magyar fotós, performer, dalszerző és alternatív rockzenész.
- 1964 – Hiller István történész, politikus, 2004–2007 között az MSZP elnöke
- 1965 – Sárközi Anita EMeRTon-díjas magyar énekesnő
- 1968 – Traci Lords amerikai színésznő
- 1969 – Marie Bäumer (er. Hendrike Bäumer) német színésznő
- 1971 – Ivan Sergei amerikai színész
- 1976 – Jay Frog német DJ, a Scooter egykori tagja
- 1976 – Béres Alexandra magyar fitnesz-szakértő
- 1978 – Shawn Marion amerikai kosárlabdázó
- 1985 – Liam Tancock angol úszó
- 1985 – Jakob Schioett Andkjaer dán úszó
- 1986 – Mark Furze ausztrál színész (Ric Dalby az „Otthonunk” című filmsorozatban)
- 1999 – Simay Barlas török színésznő

## Halálozások
- 0973 – I. Ottó német-római császár (* 912)
- 1065 – Bajorországi boldog Gizella magyar királyné, I. István király felesége (* 985 körül)
- 1205 – III. László magyar király
- 1861 – Teleki László magyar politikus, író, a Határozati Párt vezetője (* 1810/1811)
- 1876 – Bali Mihály református lelkész (* 1792)
- 1879 – Charles De Coster belga író (* 1827)
- 1930 – Kovách Aladár levéltáros, etnográfus, múzeumigazgató (* 1860)
- 1938 – Octavian Goga román költő, drámaíró, antiszemita politikus, a Román Királyság miniszterelnöke (* 1881)
- 1942 – Felix Weingartner osztrák karmester, neoromantikus zeneszerző, zongorista és író (* 1863)
- 1963 – Baktay Ervin festőművész,  művészettörténész, orientalista, asztrológus, író, fordító, Ázsia-utazó, orientalista (* 1890)
- 1968 – Mike Spence (Michael Henderson Spence) brit autóversenyző (* 1936)
- 1974 – Csorba Antal magyar ügyvéd, országgyűlési képviselő (* 1897)
- 1975 – Háy Gyula magyar drámaíró, műfordító, Kossuth-díjas (* 1900)
- 1983 – Romhányi József magyar író, a magyar nyelv művésze, a „Rímhányó Romhányi” (* 1921)
- 1985
  - Adam Bahdaj lengyel író, költő, magyar műfordító (* 1918)
  - Hellenbach Gottfried magyar földbirtokos, jogi doktor, országgyűlési képviselő (* 1892)
- 1988 – Id. Kollányi Ágoston filmrendező, tudományos és természetfilm-készítő (* 1913)
- 1993 – Hap Sharp (James Sharp) amerikai autóversenyző (* 1928)
- 1998 – Hasznos István olimpiai bajnok vízilabdázó (* 1924)
- 1998 – Allan McLeod Cormack Nobel-díjas dél-afrikai születésű amerikai fizikus (* 1924)
- 2008 – Zerkula János erdélyi magyar hegedűművész (* 1927)
- 2009 – Tony Marsh (Anthony Ernest Marsh) brit autóversenyző (* 1931)
- 2011 – Hubay Miklós Kossuth-díjas drámaíró, műfordító, a Magyar Dráma Napjának kezdeményezője (* 1918)
- 2011 – Gunter Sachs német–svájci milliárdos playboy, 1966–69 között Brigitte Bardot férje (* 1932)
- 2012 – Bartha Ferenc magyar közgazdász, MNB volt elnöke (* 1943)
- 2019 – Szilágyi Miklós néprajzkutató (* 1939)
- 2024 – Steve Albini amerikai zenész és producer